# Oyalı, İdil
Oyalı là một xã thuộc huyện İdil, tỉnh Şırnak, Thổ Nhĩ Kỳ. Dân số thời điểm năm 2011 là 2.109 người.